# Steffen Flath

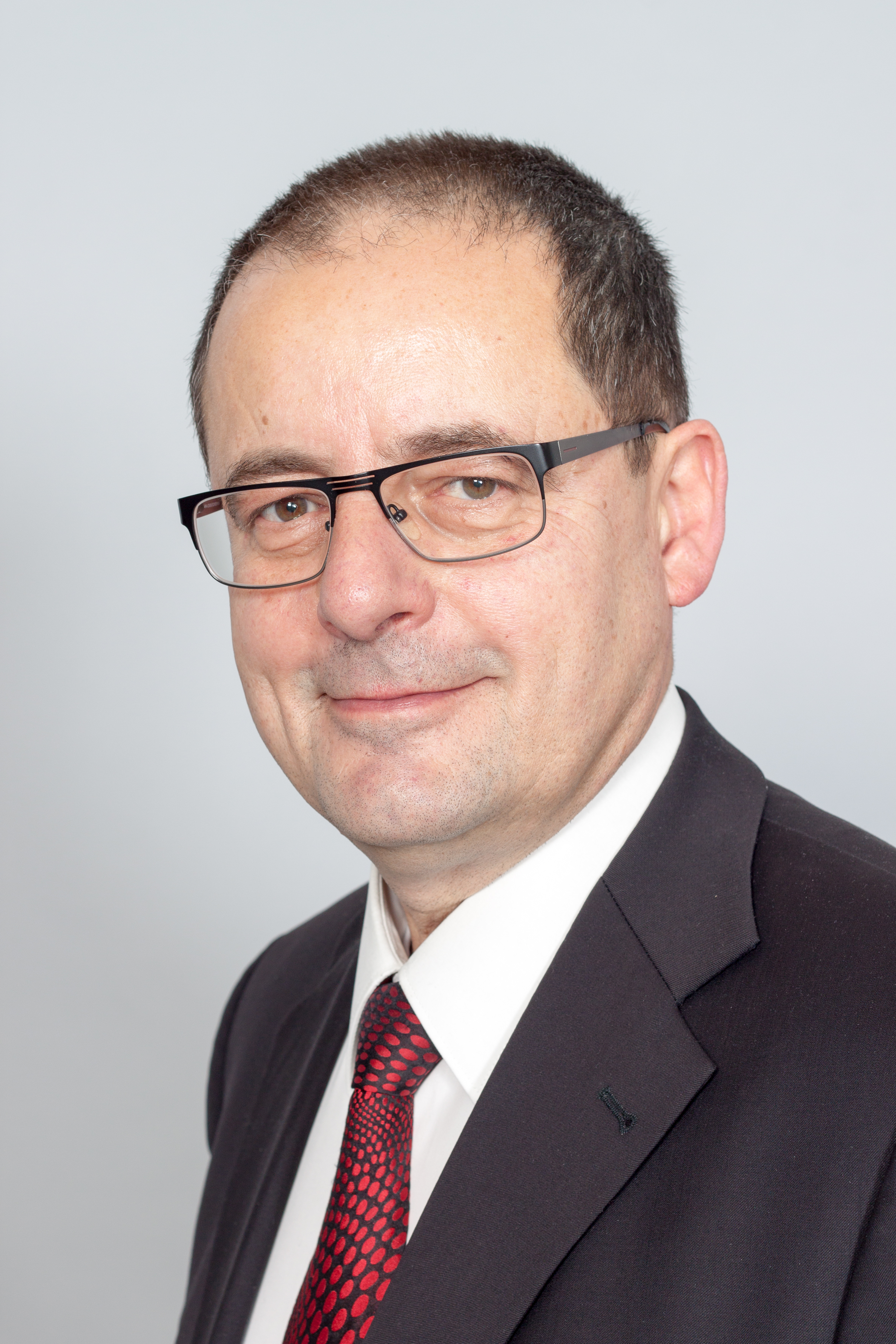
Steffen Flath 2013

Werner Steffen Flath (* 10. Februar 1957 in Bärenstein im Erzgebirge) ist ein deutscher Politiker (CDU). Er war von 1994 bis 2014 Mitglied des Sächsischen Landtags, seit 2008 als Vorsitzender der CDU-Landtagsfraktion. Davor war er von 1999 bis 2008 in verschiedenen Funktionen Mitglied der Sächsischen Landesregierung.

## Leben
Nach dem Abitur 1975 und dem Grundwehrdienst studierte Steffen Flath von 1977 bis 1982 Agrarwissenschaften an der Martin-Luther-Universität Halle und schloss dort als Diplom-Agraringenieur ab. Zwischen 1982 und 1990 arbeitete Flath im Agrochemischen Zentrum Schlettau und bei der VEB Getreidewirtschaft Annaberg-Buchholz in verschiedenen Positionen. Von 1990 bis 1994 war er Hauptdezernent im Landratsamt Annaberg.
Steffen Flath ist verheiratet und hat zwei Kinder. Er ist römisch-katholischer Konfession.

## Politik
Flath wurde 1983 Mitglied der CDU (der DDR) und war von 1983 bis 1991 Ortsvorsteher in Buchholz. Von 1991 bis 1994 war er Vorsitzender des Kreisverbandes Annaberg. Von 1995 bis zu seinem Eintritt in die sächsische Landesregierung im Jahr 1999 war Flath Generalsekretär der CDU Sachsen und von 2001 bis 2013 deren stellvertretender Landesvorsitzender.
Flath war von 1994 bis 2014 Mitglied des Sächsischen Landtags. Er zog stets über ein Direktmandat im Wahlkreis Annaberg in den Landtag ein; bei der Wahl 2009 erreichte er 48,0 % der Erststimmen.
Von 1999 bis 2004 war Flath Staatsminister für Umwelt und Landwirtschaft (Kabinette Biedenkopf III, Milbradt I und Milbradt II), von 2004 bis 2008 Staatsminister für Kultus. Zwischen der Wahl Stanislaw Tillichs zum Ministerpräsidenten am 28. Mai 2008 und der Berufung des Kabinetts Tillich I nahm Flath stellvertretend die Geschäfte des Finanzministers wahr. Im Juni 2008 wechselte er aus der Landesregierung an die Spitze der CDU-Landtagsfraktion.
Flath war 1994, 1999, 2004, 2009, 2010 und 2012 Vertreter Sachsens in der Bundesversammlung zur Wahl des Bundespräsidenten.
Bei der Landtagswahl 2014 bewarb sich Flath nicht erneut um ein Mandat. Er hat angekündigt, als Berater in Kirgistan beim Aufbau eines Systems der Berufsausbildung tätig werden zu wollen. Bei der Kommunalwahl am 25. Mai 2014 wurde er in den Kreistag des Erzgebirgskreises gewählt. Zum 1. Juli 2014 wurde er Mitglied im Rundfunkrat des Mitteldeutschen Rundfunks und war von 2015 bis 2017 dessen Vorsitzender.
Am 24. Mai 2014 verlieh Landtagspräsident Matthias Rößler den vier Fraktionsvorsitzenden Flath, Martin Dulig (SPD), Antje Hermenau (Die Grünen) und Holger Zastrow (FDP) die Sächsische Verfassungsmedaille zur Würdigung ihres Wirkens um die Aufnahme des Neuverschuldungsverbots in die Verfassung des Freistaates Sachsen.

## Positionen
Flath ist Mitglied im Berliner Kreis, einer informellen CDU-internen konservativen Gruppe von Modernisierungs- und Merkel-Skeptikern und war im Kuratorium der Evangelisationsbewegung ProChrist. Er lehnt die steuerliche Gleichstellung homosexueller Paare ab. Er erklärte in diesem Zusammenhang: „Gott hat uns geschaffen als Frau und Mann und ich glaube, dass er sich dabei etwas gedacht hat.“ Im Rahmen des Bundesparteitages 2012 in Hannover lehnte Flath eine Diskussion des Themas auf dem Parteitag ab, er erklärte: „Eine steuerliche Gleichstellung von homosexuellen Gemeinschaften mit der Ehe von Mann und Frau kann nicht unser Ziel sein. Schon die Debatte wäre für die CDU eigentlich absurd“.

## Ehrungen
- Botschafter des Erzgebirges